# The Jeff Beck Group
The Jeff Beck Group è stato un gruppo musicale inglese, fondato nel 1967 dal chitarrista Jeff Beck, ex membro degli Yardbirds. Il gruppo è considerato uno dei più importanti della scena musicale blues rock inglese degli anni ‘60 e ‘70, insieme a Led Zeppelin, The Yardbirds e The Rolling Stones.

## Il gruppo (1967 - 1970-1972)
La band nasce di fatto come un supergruppo, i suoi membri erano Jeff Beck (Yardbirds), Rod Stewart (Steampacket), Ron Wood (Faces) e Aynsley Dunbar (Bluesbreakers); il gruppo si sciolse nel 1969 per dissidi tra Beck e gli altri membri. Il secondo gruppo, conosciuto come Jeff Beck II, era composto, oltre a Beck, dal vocalist Bobby Tench, da Max Middleton, da Clive Chaman, e Cozy Powell.

## Formazione
- Jeff Beck[1] - chitarra solista, voce
- Rod Stewart - voce[1]
- Ronnie Wood[1] - basso, chitarra ritmica
- Aynsley Dunbar - batteria, percussioni

## Formazione secondo gruppo
- Jeff Beck - chitarra
- Bobby Tench - voce
- Max Middleton - tastiere
- Clive Chaman - basso
- Cozy Powell - batteria

## Discografia
- 1968 - Truth
- 1969 - Beck-Ola
- 1971 - Rough and Ready
- 1972 - Jeff Beck Group